# Префектура Ґіфу
Префекту́ра Ґі́фу (яп. 岐阜県, ぎふけん, МФА: [gʲiɸu̥ keɴ]) — префектура Японії в регіоні Тюбу, в центральній частині острова Хонсю. Префектурний центр — місто Ґіфу.

## Загальні відомості

Традиційне поселення у волості Сіракава.

Префектура Ґіфу розташована в центрі острова Хонсю, на заході регіону Тюбу. Вона належить до небагатьох префектур, що не мають виходу до моря. На півночі Ґіфу межує з префектурою Тояма, на заході — з префектурами Ісікава, Фукуй і Сіґа, на південному заході — з префектурою Міє, на півдні — з префектурою Айті, на сході — з префектурою Наґано. Найтісніші соціально-економічні зв'язки префектура Ґіфу має з південним сусідом — Айті.
Префектура Ґіфу займає територію історичних провінцій Міно та Хіда. Обидві провінції розташовувалися на перехресті між Західною і Східною Японією. Перша мала тісні зв'язки з землями південного Східноморського краю, а друга — з землями Північноземного краю. Префектура має насичену подіями історію. Тут неодноразово вирішувалася доля країни, як під час смути Дзінсін 672 року і битви при Секіґахара 1600 року. Сама назва Ґіфу походить від замку-резиденції Оди Нобунаґи, національного героя, який започаткував процес об'єднання японської держави.
Більшу частину префектури Ґіфу займають гори, висоти та пагорби. На півночі й сході пролягає гірський хребет Хіда, висота вершин якого коливається між 2500 — 3000 м. Тут знаходиться об'єкт Світової спадщини ЮНЕСКО історичні поселення волості Сіракава і Ґокаями. Найбільша рівнина Міно, складова великої Міно-Оварійської рівнини, розташована на південному заході. Вона є політичним, економічним та суспільним центром префектури. Тут розташовані адміністративний центр — Ґіфу, а також найбільші міста — Оґакі, Кані й Какаміґахара. Рівниною протікають великі річки — Наґара, Кісо, Ібі та Хіда. На річкових островах існують численні, оточені земляними валами поселення, висота яких нижче рівня моря.
Основою економіки префектури Ґіфу є сільське господарство, рисівництво, металургія, текстильна промисловість, комерція та туризм. Традиційними ремеслами є виготовлення японського паперу, порцеляни і японських мечів. Південь префектури є складовою Наґойського промислово району. Понад 80 % мешканців проживає на півдні. Гірські райони півночі, сходу і заходу потерпають від скорочення та старіння населення. Більшість жителів працює в сусідній префектурі Айті.

## Географія

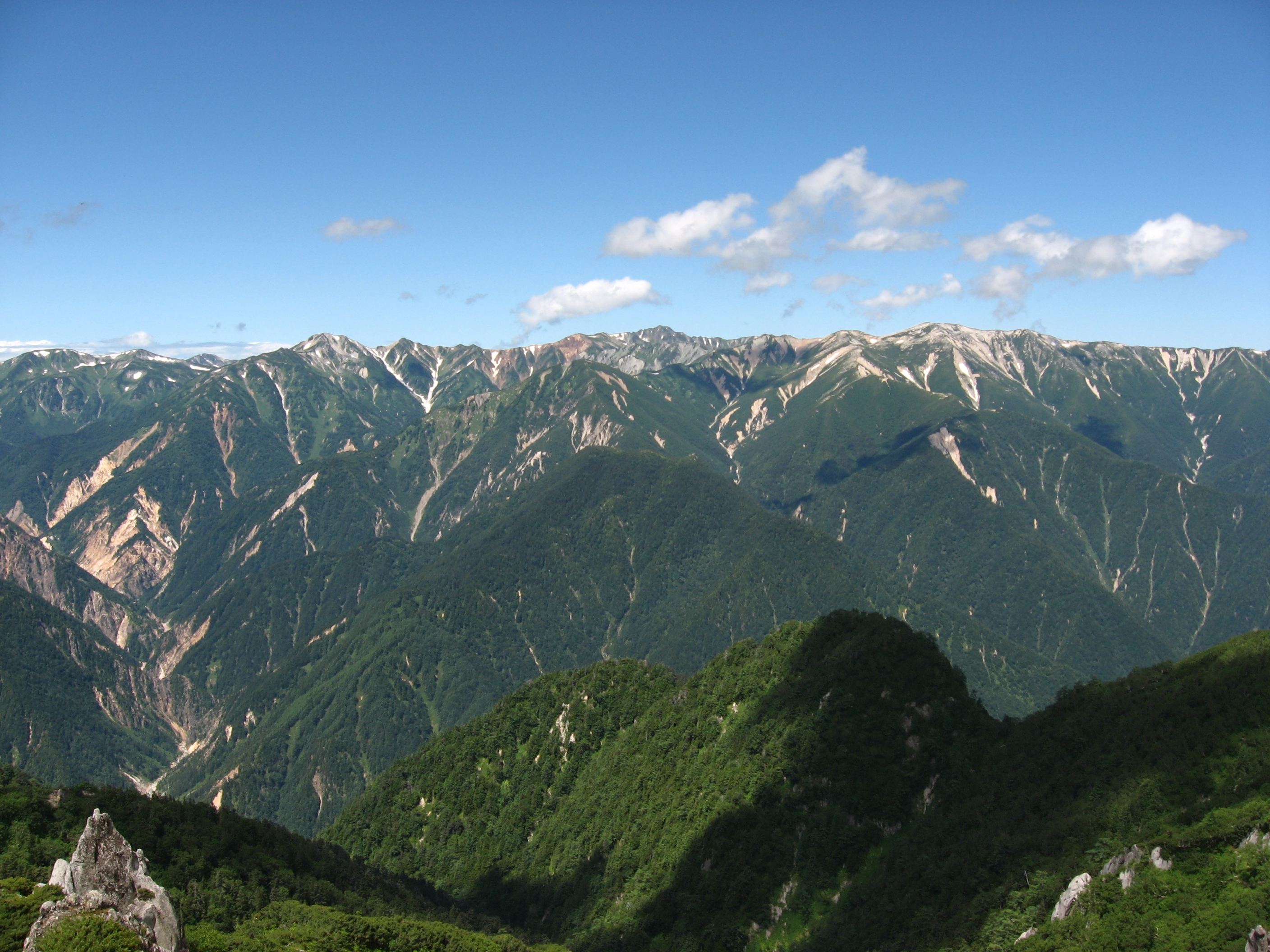
На півночі префектури, у субрегіоні Хіда, переважають високі гори.

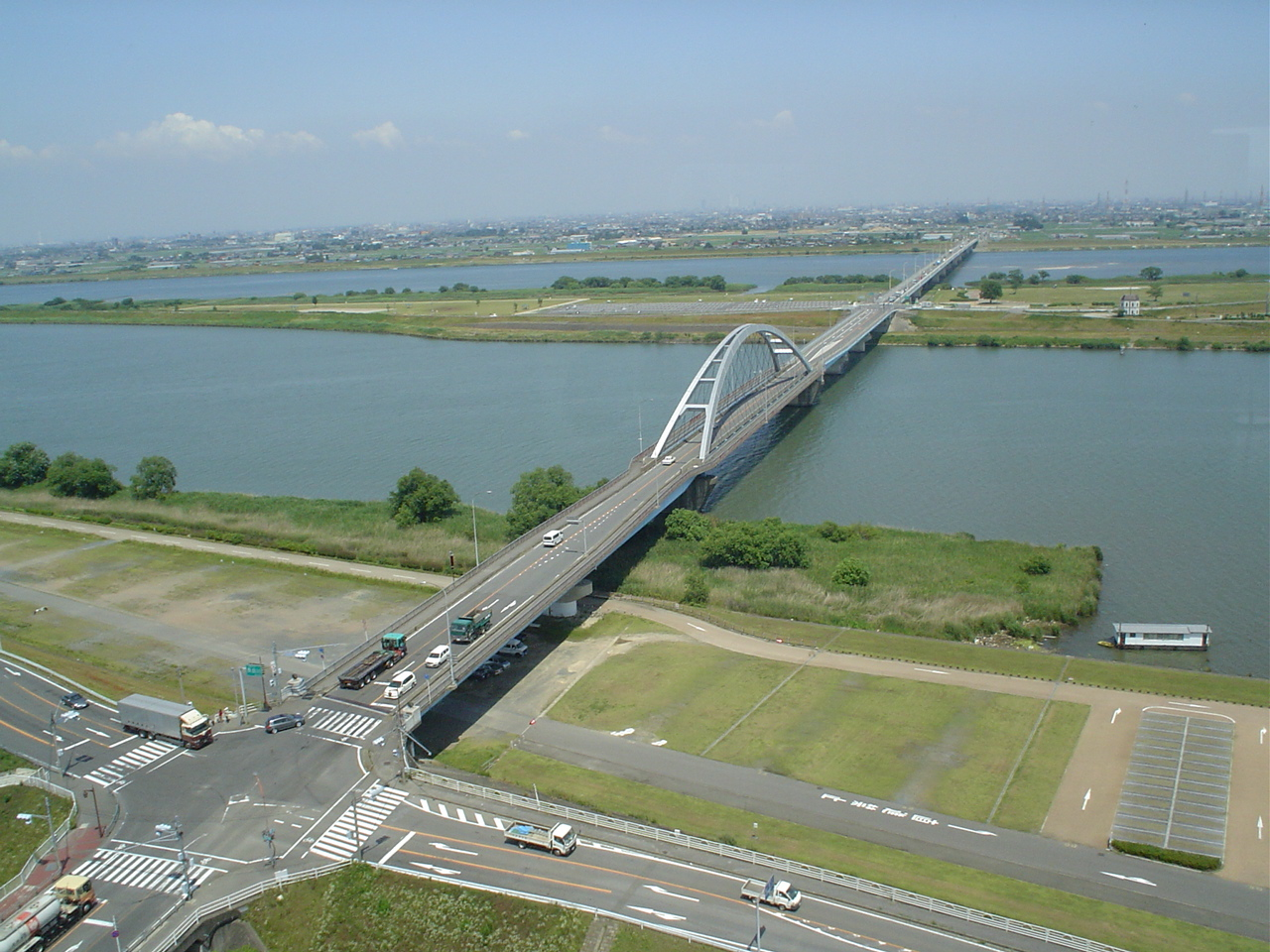
На півдні префектури, у субрегіоні Міно, переважають рівнини і широкі річки.

Префектура Ґіфу розташована майже посередині Японського архіпелагу, в регіоні Тюбу. Її інколи зараховують до малого регіону Токай, разом із префектурами Айті, Міє та Сідзуока, або малого регіону Хокуріку, разом із префектурами Фукуй, Ісікава та Тояма.
Площа Ґіфу становить 10621.17 км². Її сусідами на півночі є префектури Фукуй, Ісікава та Тояма, на сході — Наґано, на півдні — Айті та Міє, а на заході — Сіґа.
Ґіфу поділяється на два субрегіони, названі за іменем історичних провінцій, які входять до складу сучасної префектури. Перший — це південний субрегіон Міно, важливий адміністративно-економічний центр, що пов'язаний з південною префектурою Айті й околицями морською затокою Ісе. Він складається з районів міста Ґіфу, Західного Міно, Східного Міно і Центрального Міно. Другий субрегіон — північна Хіда, яка має господарські та культурні зв'язки із префектурами Ісікава і Тояма, і регіоном Хокуріку загалом.
Рельєф Ґіфу різниться за субрегіонами. На півночі переважають високі гори, які досягають до 3000 м. Найвищою з них є гора Хотака, заввишки 3190 м. На півдні знаходиться велика рівнина Міно-Оварі, що простягається на територію сусідньої префектури Айті, а також великі річки Наґара, Кісо та Ібі, які зливаюся у великий і потужний на південному заході Ґіфу. Ці особливості рельєфу префектури відбиті у стародавньому японському виразі «гори Хіди, води Міно»(яп. 飛山濃水).
Кордони префектури, за виключенням південних, пролягають горами. В північно-східній частині — це хребет Хіда, прозваний «Північними Альпами», на сході — хребет Кісо, гори Адера і Йоро, а на заході гори Рьохаку та Ібукі. Південною межею служать великі річки Кісо, Наґара, Ібі, Яхаґі та багато інших.
Через перепади рельєфу — 3000 м височини на півночі й низини на півдні — клімат і середня температура повітря на території префектури Ґіфу нерівномірні. В гірському субрегіоні Хіда клімат помірний, а річна температура становить 10,6 °C; в рівнинному Міно клімат субтропічний вологий, а температура становить — 15,5 °C. Завдяки складності рельєфу і різному клімату, Ґіфу має багату фауну і флору.

## Історія

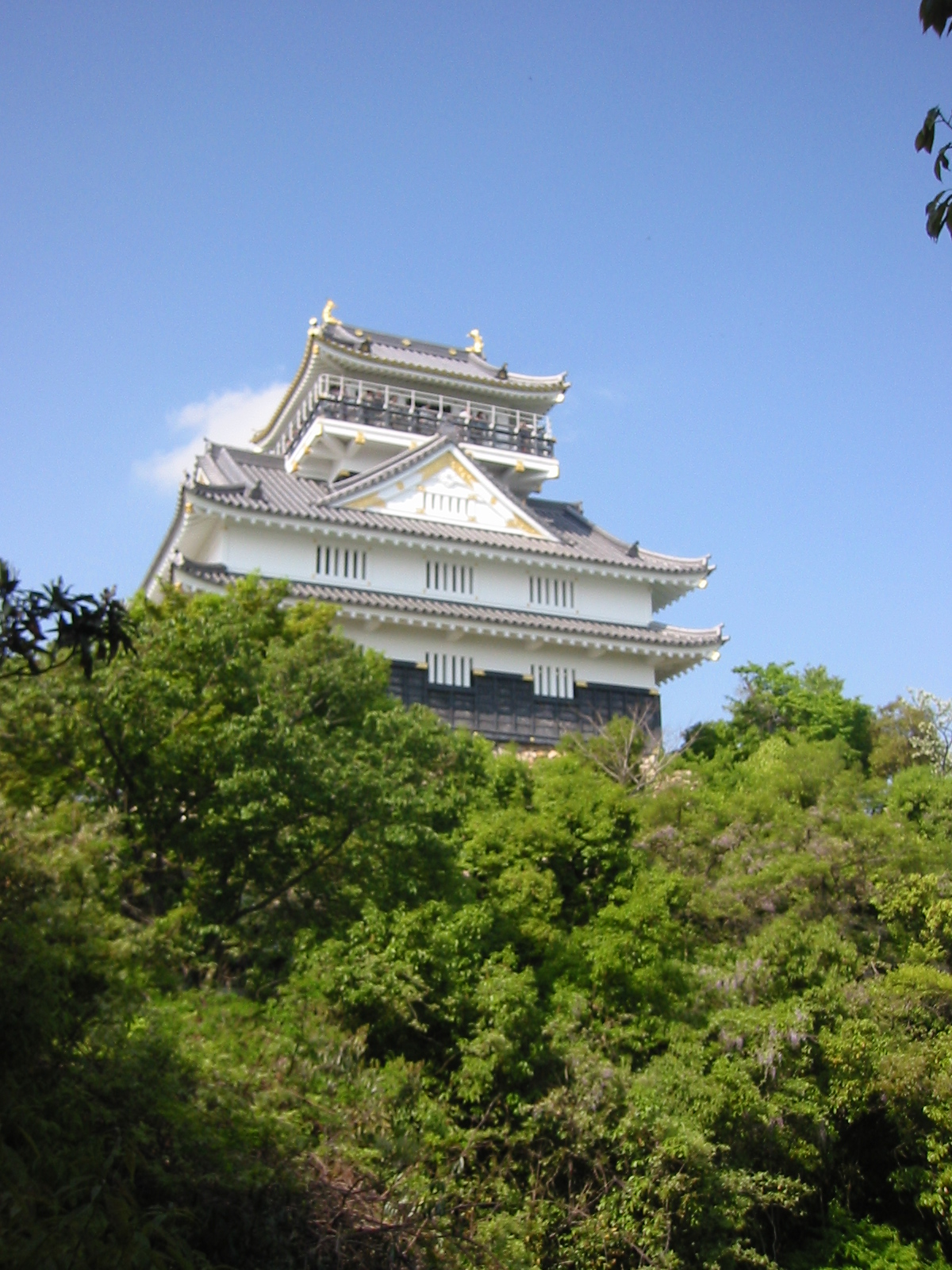
Головна башта замку Ґіфу — гірської цитаделі, символу провінції Міно і півдня префектури Ґіфу.

Територія сучасної префектури Ґіфу була заселена у пізньому палеоліті. На початку 1 тисячоліття у її рівнинних районах поширилося рисівництво.
У 4 — 5 столітті землі Ґіфу увійшли до складу молодої японської держави Ямато. Впродовж 6 — 7 століть вони неодноразова ставали місцем запеклих битв за Імператорський престол між японськими аристократами. Зокрема під час великої війни 672 року в околицях річки Токо, в районі сучасного містечка Секіґахара, відбулась вирішальна битва, яка привела на трон Імператора Темму.
У 8 столітті, у результаті адміністративної реформи, територія сучасної префектури Ґіфу була поділена на провінції Міно і Хіда. Перша була заможним краєм, тому впродовж середньовіччя за володіння ним велися постійні бої. На противагу цьому друга була малоприбутковою і «яблуком розбрату» не ставала. Наприклад, у 16 столітті Міно вододіли почергово 3 різні самурайські роди — Токі, Сайто й Ода, а Хідою незмінно керували представники аристократичного роду Анеґакодзі.
У 1567 році голова роду Ода, Ода Нобунаґа, захопив головну цитадель провінції Міно, замок Інабаяма, і перейменував його на Ґіфу. 1569 року він поставив у залежність від себе північних Анеґакодзі, і таким чином підкорив собі всі землі сучасної префектури. Проте після його смерті й кончини його наступника, у 1600 році відбувся конфлікт між володарями Західної і Східної Японії, розв'язка якого на користь останніх поклала початок існування нового всеяпонського уряду — сьоґунату в Едо, що закріпив роздрібненість Міно та Хіди.
Протягом періоду Едо (1603 — 1867) терени сучасної префектури були розділені на автономні адміністративні одиниці — хани, якими керували різні роди. Найбільшим з них був Оґакі-хан, доходом у 100 тисяч коку. Небагатою провінцією Хіда керував рід Канаморі, а з 1693 року — безпосередньо сьоґунат.
Після реставрації прямого Імператорського правління 1868 року та адміністративної реформи 1871 року, усі хани на території провінції Міно були об'єднані у префектуру Ґіфу, до юрисдикції якої з 1876 року була додана провінція Хіда.
1891 року нова префектура, особливо її південні райони, постраждали від страшного землетрусу Міно-Оварі у 8 балів за шкалою Ріхтера. Міста і містечка префектури зазнали також сильних руйнувань під час Другої світової війни у 1945 році та потужних тайфунів 1959 і 1976 років.

## Освіта
- Ґіфуський університет